# Composizione (Kandinskij 1916)
Composizione è un dipinto ad acquerello e matita su carta (22,4×33,7 cm) realizzato nel 1916 dal pittore Vasilij Kandinskij.
È conservato nel Museo del Novecento di Milano.
L'acquerello è firmato e datato con un monogramma in basso a destra "K 16".